# NGC 2628
NGC 2628 é uma galáxia espiral (Sc) localizada na direcção da constelação de Cancer. Possui uma declinação de +23° 32' 23" e uma ascensão recta de 8 horas, 40 minutos e 22,6 segundos.
A galáxia NGC 2628 foi descoberta em 16 de Novembro de 1784 por William Herschel.